# Operação Raposa do Deserto
O bombardeio do Iraque de dezembro de 1998 (codinome Operação Desert Fox ou Operação Raposa do Deserto) foi uma grande campanha de quatro dias de bombardeio sobre alvos no Iraque de 16 a 19 de dezembro de 1998 pelos Estados Unidos e Reino Unido. Foram quatro dias de bombardeios aéreos, a maior ofensiva militar contra o Iraque desde a Guerra do Golfo, com o objetivo de "debilitar a capacidade iraquiana de produzir e usar armas de destruição em massa" após Bagdá ter sido acusada de interromper a cooperação com os inspetores de armas da ONU. Durante 70 horas, o país foi alvo de bombardeios aéreos e com mísseis que destruiram instalações militares e civis iraquianas. Setenta pessoas morrem, de acordo com o governo iraquiano
Nos meses anteriores aos ataques, havia aumentado a tensão entre o órgão de inspeção de armas da ONU no Iraque (a Unscom) e o governo iraquiano. O país vinha se recusando a cooperar plenamente com os fiscais, e estava lhes negando o acesso aos chamados “palácios presidenciais” do presidente Saddam Hussein. O argumento usado pelas autoridades iraquianas para justificar suas decisões foi que os fiscais estavam fazendo trabalho de “espionagem” para o serviço de inteligência dos Estados Unidos.
A campanha de bombardeio tinha sido prevista desde Fevereiro de 1998 e realizada com amplas críticas e apoio, tanto nos EUA como no exterior. A Arábia Saudita, o Bahrein e os Emirados Árabes Unidos anunciaram inicialmente que negariam o uso de bases militares locais dos EUA para o efeito de ataques aéreos contra o Iraque. Tornou-se uma das bases da invasão do Iraque em 2003, quando Saddam Hussein foi removido do poder.
A ofensiva foi seguida de embates no decorrer de 1999, nas zonas de exclusão aérea criadas após a Guerra do Golfo. O Iraque declara essas zonas ilegais e passa a atacar aviões ocidentais que patrulham a região. A Força Aérea dos Estados Unidos e a britânica respondem com bombardeios contra alvos estratégicos.